# Melanoplus withlacoocheensis
Melanoplus withlacoocheensis is een rechtvleugelig insect uit de familie veldsprinkhanen (Acrididae). De wetenschappelijke naam van deze soort is voor het eerst geldig gepubliceerd in 1998 door Squitier, Deyrup & Capinera.